# Llista de comtats de Connecticut

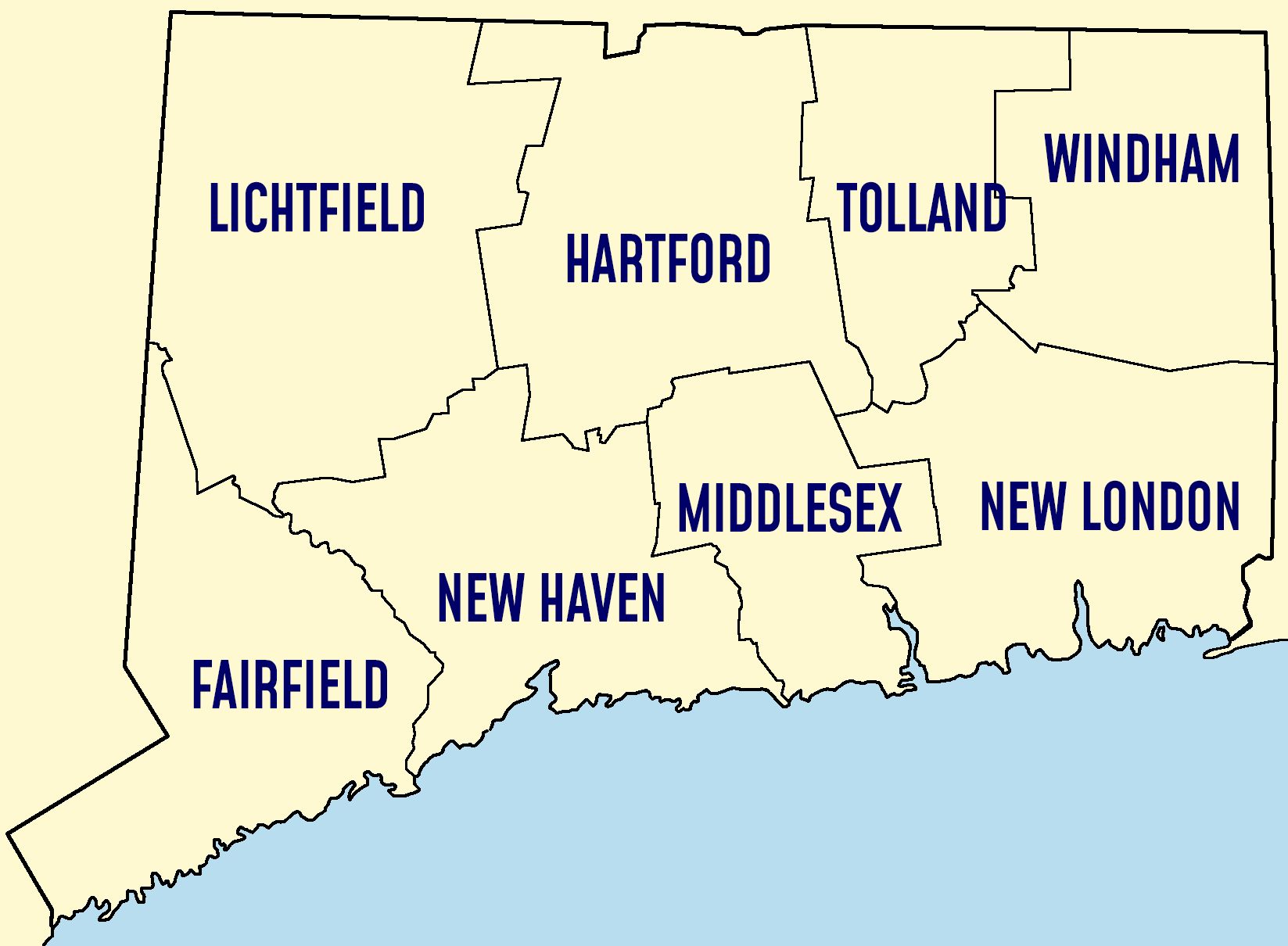
Mapa dels comtats de l'estat de Connecticut.

L'estat nord-americà de Connecticut s'organitza en 8 comtats que, des de 1960, van perdre la seva funció de govern en favor d'un sistema basat en els municipis. Malgrat tot, mantenen algun ús en l'administració judicial i, sobretot, com a referència geogràfica.
L'abreviació postal de Connecticut és CT i el seu codi FIPS d'estat és el 9.

## Govern
Encara que Connecticut es divideix en comtats, no existeix un govern del comtat, el govern local existeix únicament a nivell municipal. Gairebé totes les funcions del govern del comtat van ser abolides a Connecticut el 1960, excepte els xèrifs del comtat elegits i els seus respectius departaments. Aquestes oficines i els seus departaments van ser abolits per una llei de la legislatura estatal efectiva el desembre de 2000. Les funcions que tenien els departaments dels xèrifs del comtat van ser assumides per la recentment organitzada State Marshal Commission i el Departament de Correccions de Connecticut.
Aquests comtats s'utilitzen en la identificació de terres, les estadístiques nacionals de població i les jurisdiccions judicials de l'estat. Tanmateix, els tres comtats més poblats (Fairfield, Hartford i New Haven) estan subdividits en diferents jurisdiccions.
El 2019, l'estat va recomanar a l'Oficina del Cens dels Estats Units que els nou Consells de Governs substituïssin els seus comtats amb finalitats estadístiques. Aquesta proposta va ser aprovada per l'Oficina del Cens el 2022 per quedar totalment implementada el 2024.

## Història
Quatre dels comtats (Fairfield, Hartford, New Haven i New London) es van crear el 1666, poc després que la Colònia de Connecticut i la Colònia de New Haven es fusionessin. Els comtats de Windham i Litchfield es van crear a l'època colonial, mentre que els comtats de Middlesex i Tolland es van crear després de la independència americana (tots dos el 1785). Sis dels comtats reben el nom de llocs d'Anglaterra, on es van originar molts dels primers colons de Connecticut. El comtat de Fairfield va rebre el nom de les salines que vorejaven la costa, mentre que el comtat de New Haven va rebre el nom de la colònia de New Haven.

## Comtats actuals
| Nom del comtat | Seu del comtat | Data de creació | Origen                                                    | Etimologia del nom | Població (2024) | Superfície | Mapa                 |
| -------------- | -------------- | --------------- | --------------------------------------------------------- | --- | --------------- | ---------- | -------------------- |
| Fairfield      | Bridgeport     | 1666            | Comtat original                                           | Per la gran quantitat d'hectàrees de prats salats que vorejaven la costa.                                                        | 959.768         | 1.621 km²  | Comtat de Fairfield  |
| Hartford       | Hartford       | 1666            | Comtat original                                           | Per la localitat anglesa de Hertford.                                                                                            | 896.854         | 1.906 km²  | Comtat de Hartford   |
| Litchfield     | Litchfield     | 1751            | A partir dels comtats de Fairfield, Hartford i New Haven. | Per la ciutat anglesa de Lichfield.                                                                                              | 185.000         | 2.383 km²  | Comtat de Litchfield |
| Middlesex      | Middletown     | 1785            | A partir dels comtats de Hartford i New London.           | Per l'antic comtat anglès de Middlesex.                                                                                          | 164.759         | 956 km²    | Comtat de Middlesex  |
| New Haven      | Bridgeport     | 1666            | Comtat original                                           | Pel concepte de "refugi" on els precisians podien estar lliures de persecució.                                                   | 863.700         | 1.570 km²  | Comtat de New Haven  |
| New London     | New London     | 1666            | Comtat original                                           | Per la ciutat anglesa de Londres.                                                                                                | 268.805         | 1.725 km²  | Comtat de New London |
| Tolland        | Rockville      | 1785            | A partir dels comtats de Hartford i Windham.              | Per la localitat anglesa de Tolland                                                                                              | 150.293         | 1.062 km²  | Comtat de Tolland    |
| Windham        | Willimantic    | 1726            | A partir dels comtats de Hartford i New London.           | Possiblement per les localitats angleses de Windham (actualmentWineham) o Windham (actualment Wymondham, encara es diu Windham). | 116.418         | 1.329 km²  | Comtat de Windham    |

## Comtats eliminats
Tots dos extraterritorials:
- Comtat de Trumbull, a la Reserva Occidental de Connecticut, es va cedir a Ohio el 1800.
- Comtat de Westmoreland, al voltant de Wilkes-Barre, es va cedir a Pennsilvània el 1784.